# Koh Phangan
Koh Phangan (Ko Phangan), (thai: เกาะพะงัน, Koh Pha-ngan), er en thailandsk ø i et større øhav i den sydlige del af Thailandbugten, beliggende cirka 50 kilometer ud fra færgebyen Don Sak i Surat Thani-provinsen, 15 kilometer fra den større naboø Koh Samui og 34 kilometer fra den mindre naboø Koh Tao.
Koh Phangan er et kendt rejsemål, hvor den østlige tange, med den lille by Haad Rin, tillige er velkendt for at afholde månedlige Fuldmånefester, kaldt "Full Moon Party", på stranden.

## Historie
Man er ikke sikker på, hvornår de første menneske bosatte sig på Koh Phangan. En bronze-tromme fundet på naboen Koh Samui i 1977 stammer fra Dong Son-kulturen i Vietnam (500 f.Kr. til 200 f.Kr.). Fra det 7. til det 14. århundrede var Surat Thani, det nærmeste befolkningscenter på det thailandske fastland, en del af Srivijaya-kongeriget, skønt ingen skriftlige optegnelser nævner Phangan eller omkringliggende øer i denne periode. Øerne dukkede først op på kort fra det 16. og 17. århundrede, Phangan undertiden markeret som Pulo Sacoria. Tidlige skriftlige optegnelser antyder, at øerne blev besøgt af animistiske hav-nomander, kaldt Chao Ley af thailændere, med oprindelse fra Malaysia. Hav-nomaderne tilbragte det meste af deres tid på deres husbåde, såkaldte kabang, på rejse langs Sydøstasiens kyster, hvor de gjorde regionens strande til midlertidige hjem.
Lokal folkehistorie beretter, at naboøen Samui var genstand for besøg af kinesiske købmænd for så langt tilbage som for 1500 til 2000 år siden. Det første kort med øerne indtegnet, dog uden navne, er et kinesisk, som dateres til 1687. I slutningen af den såkaldte Ayutthaya-periode (1351-1767), bosatte en gruppe Hainan-kinesere sig på Samui omkring 1700-tallet.
Koh Phangans ældste tempel, Wat Maduea Wan, dateres tilbage til Ayutthaya-perioden, selvom nutidens tempelgrund nær midten af øen ikke viser noget spor af sin historiske fortid. Den nærliggende Wat Phu Khao Noi har en chedi, der blev rejst for omkring hundrede år siden under Rattanakosin-kongeriget (1782–1932). På den tid levede der kun et par hundrede mennesker på øen, fortrinsvis ernærende sig af kokosnøddyrkning og fiskeri.
Kong Rama V, Chulalongkorn af Siam – Siam er Thailands tidligere navn – løftede Koh Phangan ind i den siamesiske bevidsthed. Kongen besøgte øen første gang i 1888, hvor han "forelskede sig" i Than Sadet (kan oversættes som "Kongelige Flod) vandfaldet på Phangans klipperige østkyst. Kongen vendte tilbage 14 gange i løbet af de næste 21 år.
Kinesiske flygtninge – politiske, økonomiske eller på anden måde – ankom til Koh Phangan med båd fra såvel fastlandet, som helt fra Kina, i løbet af det 19. århundrede og frem til årene før WWII. Nogle ankom så sendt som omkring 1930'erne fra den kinesiske ø Hainan, der var blevet et tilflugtssted for kommunister, som var flygtet fra Shanghai.

## Geografi
I dag er mere end halvdelen af Phangan udlagt som nationalpark, med hjemsted for aber, desmerdyr, slanger og tropiske fugle. Det højeste bjerg er den 627 meter høje Khao Ra.

## Transport
Transport til øen foregår med båd eller færge. Der sejler bilfærger til Thongsala på Koh Phangan fra byen Don Sak i Surat Thani-provinsen på fastlandet, samt fra byen Nathon på naboøen Koh Samui. Desuden sejler der passagerbåde fra Surat Thani og adskillige ruter fra Koh Samui til både Thongsala og Haad Rin, samt op langs nordøstkysten til Tong Nai Pan-bugten. Der er en katamaranfærgeforbindelse fra Thongsala til både naboøerne Koh Samui og Koh Tao, og videre til Chumphon på fastlandet, hvorfra der er ekspresbusforbindelse til Hua Hin og Bangkok.
Flyforbindelse er primært via Koh Samui, der har en international lufthavn med adskillige daglige flyruter. Fra Koh Samui fortsættes med båd. Der er tillige flyforbindelse til Surat Thani, hvorfra der rejses videre med bus og båd. Der var et privat projekt i gang med at bygge en lufthavn på Koh Phangans vestside, men det blev indstillet i 2015.
Der er togforbindelse fra Bangkok til Surat Thani, hvorfra der rejses videre med bus og båd.
Transport på Koh Phangan foregår med songthaew – pickup-bil med to rækker sæder på ladet – eller taxi.